# Brandon Paiber
Brandon Diego Paiber (Pilar, 5 giugno 1995) è un calciatore argentino naturalizzato maltese, centrocampista del Valletta e della nazionale maltese.

## Carriera

### Club
Ha giocato nella massima serie maltese.

### Nazionale
Nel 2019 ha esordito con la nazionale maltese.

## Statistiche

### Cronologia presenze e reti in nazionale
| Cronologia completa delle presenze e delle reti in nazionale ― Malta | Cronologia completa delle presenze e delle reti in nazionale ― Malta | Cronologia completa delle presenze e delle reti in nazionale ― Malta | Cronologia completa delle presenze e delle reti in nazionale ― Malta | Cronologia completa delle presenze e delle reti in nazionale ― Malta | Cronologia completa delle presenze e delle reti in nazionale ― Malta | Cronologia completa delle presenze e delle reti in nazionale ― Malta | Cronologia completa delle presenze e delle reti in nazionale ― Malta |
| Data                                                                 | Città                                                                | In casa                                                              | Risultato                                                            | Ospiti                                                               | Competizione                                                         | Reti                                                                 | Note                                                                 |
| -------------------------------------------------------------------- | -------------------------------------------------------------------- | -------------------------------------------------------------------- | -------------------------------------------------------------------- | -------------------------------------------------------------------- | -------------------------------------------------------------------- | -------------------------------------------------------------------- | -------------------------------------------------------------------- |
| 15-11-2019                                                           | Cadice                                                               | Spagna                                                               | 7 – 0                                                                | Malta                                                                | Qual. Euro 2020                                                      | -                                                                    |                                                                      |
| 25-3-2022                                                            | Ta' Qali                                                             | Malta                                                                | 1 – 0                                                                | Azerbaigian                                                          | Amichevole                                                           | -                                                                    | 81’                                                                  |
| 29-3-2022                                                            | Ta' Qali                                                             | Malta                                                                | 2 – 0                                                                | Kuwait                                                               | Amichevole                                                           | -                                                                    | 82’                                                                  |
| 5-6-2022                                                             | Serravalle                                                           | San Marino                                                           | 0 – 2                                                                | Malta                                                                | UEFA Nations League 2022-2023 - 1º turno                             | -                                                                    | 80’                                                                  |
| 9-6-2022                                                             | Ta' Qali                                                             | Malta                                                                | 1 – 2                                                                | Estonia                                                              | UEFA Nations League 2022-2023 - 1º turno                             | -                                                                    |                                                                      |
| 12-6-2022                                                            | Ta' Qali                                                             | Malta                                                                | 1 – 0                                                                | San Marino                                                           | UEFA Nations League 2022-2023 - 1º turno                             | -                                                                    | 78’                                                                  |
| 23-9-2022                                                            | Tallinn                                                              | Estonia                                                              | 2 – 1                                                                | Malta                                                                | UEFA Nations League 2022-2023 - 1º turno                             | -                                                                    | 72’                                                                  |
| 23-3-2023                                                            | Skopje                                                               | Macedonia del Nord                                                   | 2 – 1                                                                | Malta                                                                | Qual. Euro 2024                                                      | -                                                                    | 84’                                                                  |
| 12-9-2023                                                            | Ta' Qali                                                             | Malta                                                                | 0 – 2                                                                | Macedonia del Nord                                                   | Qual. Euro 2024                                                      | -                                                                    | 89’                                                                  |
| 14-10-2023                                                           | Bari                                                                 | Italia                                                               | 4 – 0                                                                | Malta                                                                | Qual. Euro 2024                                                      | -                                                                    | 84’                                                                  |
| 26-3-2024                                                            | Ta' Qali                                                             | Malta                                                                | 0 – 0                                                                | Bielorussia                                                          | Amichevole                                                           | -                                                                    | 65’ 90’                                                              |
| Totale                                                               |                                                                      | Presenze                                                             | 11                                                                   |                                                                      | Reti                                                                 | 0                                                                    |                                                                      |

## Palmarès

### Club

#### Competizioni nazionali
- Coppa di Malta: 1

Floriana: 2021-2022
- Challenge League: 1

Valletta: 2024-2025